# Municipio de Bonetraill
El municipio de Bonetraill (en inglés: Bonetraill Township) es un municipio ubicado en el condado de Williams en el estado estadounidense de Dakota del Norte. En el año 2010 tenía una población de 17 habitantes y una densidad poblacional de 0,18 personas por km².

## Geografía
El municipio de Bonetraill se encuentra ubicado en las coordenadas 48°24′59″N 103°51′48″O / 48.41639, -103.86333. Según la Oficina del Censo de los Estados Unidos, el municipio tiene una superficie total de 93.26 km², de la cual 93,26 km² corresponden a tierra firme y (0 %) 0 km² es agua.

## Demografía
Según el censo de 2010, había 17 personas residiendo en el municipio de Bonetraill. La densidad de población era de 0,18 hab./km². De los 17 habitantes, el municipio de Bonetraill estaba compuesto por el 100 % blancos. Del total de la población el 0 % eran hispanos o latinos de cualquier raza.